# ヘンドリック・カシミール
ヘンドリック・ブルフト・ヘルハルト・カシミール（Hendrik Brugt Gerhard Casimir ForMemRS、1909年7月15日 - 2000年5月4日）は、オランダの物理学者である。1934年にコルネリス・ヤコブス・ホルテルと共同で超電導体の二流体モデルを、1948年にディルク・ポルダーと共同でカシミール効果を研究したことで知られる。

## 生涯
カシミールは1909年7月15日にハーグで生まれた。ライデン大学でポール・エーレンフェストに師事して理論物理学を学び、1931年にPh.D.を取得した。博士論文のテーマは、回転する剛体の量子力学と分子の回転の群論だった。大学在学中に、コペンハーゲンでニールス・ボーアと一緒に過ごしたこともある。その後、チューリッヒ工科大学でウォルフガング・パウリの助手を務めた。1938年、ライデン大学の物理学教授に就任した。当時は熱伝導と電気伝導の研究を精力的に行い、ミリケルビン温度の達成に貢献した。
第二次世界大戦中の1942年、カシミールはオランダ・アイントホーフェンにあるフィリップス物理学研究所(NatLab)に移った。移籍後も活発に研究を行い、1945年には「オンサーガーの微視的可逆性の原理」に関する論文を発表している。1946年にNatLabの共同所長に、1956年にフィリップス社の取締役に就任した。1972年にフィリップス社を退職した。
カシミールはその職業人生の大半を産業界で過ごしたが、オランダにおける偉大な理論物理学者の一人である。カシミールは、1931年から1950年までの研究生活の中で、科学に多くの貢献をした。その中には、純粋数学におけるリー群（1931年）、超微細構造や核の四重極モーメントの計算（1935年）、低温物理学、磁気学、超伝導体の熱力学、常磁性緩和（1935-1942年）オンサーガーの不可逆現象の理論の応用（1942-1950年）がある。欧州物理学会の設立に尽力し、1972年から1975年までその会長を務めた。1979年には、CERNの25周年記念式典で主要な講演者の一人となった。1946年、オランダ王立芸術科学アカデミーの会員に選出された。
NatLab在籍中の1948年、ディルク・ポルダーと共同で、導電性の板の間に生じる量子力学的な引力を予測した。これは、現在では「カシミール効果」として知られ、MEMS（微小電気機械システム）などに重要な影響を与えるものである。
オランダ国外の大学から6つの名誉博士号を授与された。1976年、アメリカ産業研究所からIRIメダルを授与された。また、全米技術アカデミーの外国人会員でもあった。1982年にはヴィルヘルム・エクスナー・メダルを受賞した。

## 出版物
- Casimir, H. B. G. (1940). Magnetism and Very Low Temperatures. Cambridge, UK: Cambridge University Press
- H. B. G. Casimir, Haphazard Reality: half a century of science (Harper & Row, New York, 1983); Casimir's autobiography in English. ISBN 0-06-015028-9
- H. B. G. Casimir, Het toeval van de werkelijkheid: Een halve eeuw natuurkunde (Meulenhof, Amsterdam, 1992); Casimir's autobiography in Dutch. ISBN 90-290-9709-4
- prola.aps.org; H. B. G. Casimir, and D. Polder, The Influence of Retardation on the London-van der Waals Forces, Physical Review, Vol. 73, Issue 4, pp. 360–372 (1948).
- dwc.knaw.nl; H. B. G. Casimir, On the attraction between two perfectly conducting plates, Proceedings of the Royal Netherlands Academy of Arts and Sciences, Vol. 51, pp. 793–795 (1948).
- extra.research.philips.com[リンク切れ]; H. B. G. Casimir, and J. Ubbink, "The Skin Effect", "Philips Technical Review", Vol. 28, pp; 300–315 (1967)